# ایلچی‌گولوو (شهرستان اوچالینسکی، باشقیرستان)
ایلچی‌گولوو (انگلیسی: Ilchigulovo, Uchalinsky District, Republic of Bashkortostan) یک شهرک در شهرستان اوچالینسکی استان باشقیرستان کشور روسیه است.